# Totál Dráma
A Totál Dráma (Total Drama) egy kanadai animációs valóságshow, melyet a Teletoon, a Fresh TV Inc. és a Neptoon Studios gyárt. 7 évad készült belőle. A műsor 21. századi tinik világát mutatja be egy valóságshow keretein belül. A 16 éves versenyzők egymás ellen küzdenek olyan próbák során, mint az őrült gyilkos elől való menekülés, az evőverseny, a hegymászás, a húsz kilométeres futás vagy a világkörüli autóverseny.

## Szereplők
A magyar verzióban a Szigetet Gwen, az Akciót Beth, a Világturnét Heather, a Sziget fellázad-ot Cameron, az All-Stars-t Zoey, az Indián-szigetet Shawn, a Versengés a Föld körül-t a Rendőrkadétok (Sanders és McArthur) nyeri(k). A Totál Dráma nem valóságshow jellegű..

## Epizódok
| Évad | Évad | Epizódok | Epizódok | Eredeti sugárzás     | Eredeti sugárzás   | Magyar sugárzás      | Magyar sugárzás     |
| Évad | Évad | Epizódok | Epizódok | Évadbemutató         | Évadzáró           | Évadbemutató         | Évadzáró            |
| ---- | ---- | -------- | -------- | -------------------- | ------------------ | -------------------- | ------------------- |
|      | 1.   | 28       | 28       | 2007. július 8.      | 2008. november 29. | 2008. szeptember 4.  | 2009. szeptember 3. |
|      | 2.   | 27       | 27       | 2009. január 11.     | 2010. június 10.   | 2009. szeptember 10. | 2010. augusztus 29. |
|      | 3.   | 26       | 26       | 2010. június 10.     | 2011. április 24   | 2010. szeptember 9.  | 2011. március 3.    |
|      | 4.   | 13       | 13       | 2012. január 5.      | 2012. április 12.  | 2012. március 5.     | 2012. május 28.     |
|      | 5.   | 26       | 13       | 2013. szeptember 10. | 2013. december 3.  | 2014. április 21.    | 2014. május 7.      |
|      | 5.   | 26       | 13       | 2014. július 7.      | 2014. július 29.   | 2014. november 10.   | 2014. november 26.  |
|      | 6.   | 26       | 26       | 2016. január 4.      | 2016. február 15.  | TBA                  | TBA                 |
|      | 7.   | 51       | 51       | 2018. október 7.     | 2019. augusztus 4. | 2019. november 25.   | 2020. március 4.    |
|      | 8.   | 51       | 51       | 2020. április 4.     | 2021. július 4.    | 2021. június 28.     | TBA                 |
|      | 9.   | 52       | 52       | 2021. június 6.      | TBA                | TBA                  | TBA                 |

### Totál Dráma Sziget
A sorozat egy kis kanadai szigeten játszódik a lepusztult Wawanakwa Táborban, ahová 22 versenyző érkezik, hogy összemérjék tudásukat. A sorozatban nem csak próbák, hanem viták, és verekedések is vannak.
A győztes jutalma 100 000 C$.

### Totál Dráma Akció
Az első évadból visszatér 14 versenyző, akik – az első évadhoz hasonlóan – próbákon vesznek részt. A különbség az, hogy a Totál Dráma Akcióban már nem egy szigeten, hanem egy városi elhagyatott filmstúdióban versenyeznek és a nyeremény itt már 1 000 000 C$. Magyarországon a Cartoon Network csatornán látható, az első rész 2009. szeptember 20-án került adásba.

### Totál Dráma Világturné
A versenyzők a világ körül utaznak egy óriási repülőgéppel, amelyet a Séf vezet. A próbák a világ nevezetes helyein vannak. Köztük Egyiptomban, New York-ban és Japánban. A versenyzők az első két évadban megszokott mályvacukor és Arany-Chris-díj helyett hányózacskóban mogyorót kapnak. A repülőgépen van a vallató kamra és a kiszavazás is. Magyarországon 2010. szeptember 9-én este 7-kor volt a premierje.

### Totál Dráma: A sziget fellázad
A Totál Dráma: A Sziget fellázad című műsor a Cartoon Network-ön hatalmas siker. Jártak egy elhagyatott filmgyárban, és még a világ körül is, de most az évad az első évadból ismert Wawanakva táborban játszódik ismét, de amióta elhagyták a szigetet, a helyszín egy nukleáris szeméttelep lett, az állatok meg radioaktívak, és az erdő teli van toxicus anyagot tartalmazó hordókkal. Az új sorozatnak 13 része van. Chris és a Chef visszatér, de 13 új szereplővel az évadban.

### Totál Dráma: All-Stars
Régi versenyzők keverednek újakkal. Kanadában 2013 januárjában, Amerikában 2013. szeptember 10-én mutatják be. Magyarországon 2014. április 21-én volt a premierje.

### Totál Dráma: Indián-sziget
A hatodik évadban 14 új játékos versenyez. Kanadában 2014. július 7-én mutatták be. Magyarul 2014. őszén mutatták be.

### Totál Dráma: Versengés a föld körül
2014-ben bejelentettek egy spin-offot, amelyet a The Amazing Race paródiájának szánnak. Ebben az évadban 18 kétfős csapat versenyzik a föld körül úgy, mint a TD Világturnéban.

## Maratonok

### Totális Totál Maraton
(Totally Total Marathon)
A Cartoon Network sugározta maraton 2010. augusztus 2-ától 29-éig hétköznap 7.00-tól és 13.05-től, hétvégén 13.05-től. A Totál Dráma Sziget és Totál Dráma Akció összes részét leadták, valamint sor került a Celebvadászat: Totál Dráma Vörösszőnyeg Különkiadás premierjére is augusztus 29-én 15.10-kor. Hétfőnként és keddenként kettő rész, szerdánként, csütörtökönként, péntekenként három rész került adásba, hétvégenként pedig a hétköznapi részeket ismételték, de hétvégén került sor az évadokat összekötő részek leadására is.

### Totál Dráma A-tól Z-ig
(Total Guide to Total Drama)
A Cartoon Network sugározta maraton 2012. február 26-án 13.05-től 18.10-ig. A leadott részek: Totál Dráma Sziget: 1-2., 27-29.; Totál Dráma Akció: 1., 26-28. és Totál Dráma Világturné 1., 26.